# Belphegor, avagy a Louvre fantomja
Belphegor, avagy a Louvre fantomja (Belphégor ou le Fantôme du Louvre) Claude Barma 1965-ben bemutatott fekete-fehér tévéfilmsorozata Arthur Bernède 1927-ben megjelent Belphégor című regényéből, Juliette Gréco főszereplésével.
A sorozat eredetileg négy részes volt, azonban készült egy tizenhárom részes tévéváltozat is húsz perces epizódokkal, illetve egy rövidített változat filmszínházi bemutatásra.
A tévéfilmsorozat – akárcsak egy év múlva Magyarországon is – határozottan riadalmat keltett. A nézők szokásos krimire számítottak és nem készültek fel a horrorisztikus jellegére.
A korabeli kritika egy része fanyalogva fogadta, holott számtalan apró, hiteles mozzanat, színészi gesztus, dramaturgiai fogás teszi hitelessé a történetet, továbbá az, hogy a filmet jól ismert, eredeti helyszíneken forgatták.
A főszereplők nagyon jellegzetes karakterű színészek, a mellékszereplők viszont kevésbé, ami áttekinthető rendet teremt a nagyszámú szereplő ellenére.
A filmben fellelhető némi következetlenség, marad néhány érthetetlen részlet. Az egyebekben apró részletekre is kiterjedő gondos kidolgozottsága viszont arra mutat, hogy ezek nem valószínű, hogy a rendező figyelmetlenségének a következményei, vagy a magyarázó részletek áldozatul estek a tömörítésnek, a vágó ollójának. Valószínűbb, hogy szándékosság állt a dolog mögött, hogy a nézőket a vetítések után is foglalkoztassa a történet.

## Szereplők
| Szereplő                                         | Színész                 | Magyar hang                    | Magyar hang                    | Magyar hang                        | Magyar hang                           |
| Szereplő                                         | Színész                 | 1. magyar szinkron (MTV, 1966) | 2. magyar szinkron (MTV, 1989) | 3. magyar szinkron (Duna TV, 2002) | 4. magyar szinkron (Filmmúzeum, 2008) |
| ------------------------------------------------ | ----------------------- | ------------------------------ | ------------------------------ | ---------------------------------- | ------------------------------------- |
| Laurence Borel és ikertestvére, Stéphanie Hiquet | Juliette Gréco          | Gordon Zsuzsa                  | Kubik Anna                     | Vándor Éva                         | Timkó Eszter                          |
| André Bellegarde                                 | Yves Rénier             | Kertész Péter                  | Haás Vander Péter              | Czvetkó Sándor                     | Zámbori Soma                          |
| Colette Ménardier                                | Christine Delaroche     | Demjén Gyöngyvér               | Kováts Adél                    | Major Melinda                      | Pikali Gerda                          |
| René Ménardier felügyelő                         | René Dary               | Egri István                    | Tolnai Miklós                  | Rajhona Ádám                       | Borbiczki Ferenc                      |
| Folco, a helyettese                              | Georges Staquet         | ?                              | ?                              | ?                                  | ?                                     |
| Graindorge bácsi                                 | Pierre Palau            | ?                              | ?                              | ?                                  | ?                                     |
| Boris Williams                                   | François Chaumette      | ?                              | ?                              | ?                                  | ?                                     |
| Lady Hodwin                                      | Sylvie (Louise Sylvain) | Orbán Viola                    | Pártos Erzsi                   | Kassai Ilona                       | Földi Teri                            |
| Gautrais, teremőr                                | Paul Crauchet           | ?                              | Uri István                     | Kiss Gábor                         | Imre István                           |
| Parusseau, a Louvre igazgatója                   | Paul Cambo              | ?                              | ?                              | ?                                  | ?                                     |
| Belphégor, Williams komornyikja                  | Isaac Alvarez           | ?                              | ?                              | ?                                  | ?                                     |
| Robert Hiquet                                    | Christian Lude          | ?                              | ?                              | ?                                  | ?                                     |
| Marie Hiquet                                     | Marcelle Ranson         | ?                              | ?                              | ?                                  | ?                                     |

## Epizódok
A 4 epizódos változat
1. A Louvre (Le Louvre)
2. A Louvre titka (Le secret du Louvre)
3. A rózsakeresztesek (Les Rose-Croix)
4. Találkozás a kísértettel (Le rendez-vous du fantôme)

A 13 epizódos változat
1. Találkozás a kísértettel (Les rendez-vous du fantôme)
2. A Louvre (Le Louvre)
3. Belfegor támad (Belphégor attaque)
4. Menardier zsákutcában (Ménardier dans l'impasse)
5. A csapda (Le guet-apens)
6. A Louvre titka (Le secret du Louvre)
7. A hajnali 4 órai özvegy (La veuve de 4 heures du matin)
8. A vízi mentők (Le secours aux noyés)
9. Bellegarde megharagszik (Bellegarde se fâche)
10. A kutyás férfi (L'homme au chien)
11. A fekete fény (La lumière noire)
12. Legyen ott éjfélkor (PS : Soyez là à minuit)
13. Lehull a lepel (Le voile se déchire)

## A történet

### 1. rész – A Louvre
André Bellegarde barátjával beszélget a Bolhapiac presszójában, amikor társalgásukba bekapcsolódik egy különös, idős férfi. André jólneveltségből végighallgatja a bácsi meséjét a véletlenekről, hogy véletlenek valójában nem is léteznek, s akinek mint kiderült az a szokatlan hobbija, hogy az utókornak különleges hírekről szóló újságkivágásokat zár konzervdobozokba. André figyelmét felkelti egy furcsa újságkivágás: épp negyven éve, 1925-ben a versailles-i palota tükörtermében feltűnt egy fantom. Különösen, mivel a hírek szerint aznap éjjel a Louvre-ban az egyik teremőrt rémítette meg egy Belfegor szobor mellett feltűnt, fekete leplet és maszkot viselő látomás. A következő éjjel pedig holtan találnak egy másik teremőrt. És mint később megtudja, vele egyidőben meghalt a bácsi is.
André elhatározza, hogy utána jár a különös véletlenek sorozatának, és látogatási idő után elrejtőzik az óegyiptomi részleg tárlói között. De társa is akadt: egy ifjú hölgy, akinek szintén ugyanez a furcsa ötlete támadt. André meglátja a fantomot, aki megragadja a karját, és hatalmas erővel csavarja ki kezéből az elemlámpát. Majd miután váratlanul rendőrök ugranak elő rejtekhelyeikről, a fekete ruhás kísértet eltűnik mintha a föld nyelte volna el.
Kiderül, hogy a lány Ménardier felügyelő lánya, Colette.
André hirtelen támadt hírnevének köszönhetően megismerkedik egy Laurence nevű szép fiatal nővel, így nem megy el a megbeszélt találkozóra Colette-tel.
Colette kocsiját viszont követni kezdi valaki egy drága angol autóval, de mikor kiszáll hogy tisztázza a helyzetet, a kocsi elhajt. A sofőrt nem látja, csak a mellette ücsörgő félelmetes kutyát.
Éjjel Ménardier felügyelőt titokzatos körülmények között Belphegor nevében az Yvelines megyében található Le Vésinet-be csalják, de az üzenet valójában Lady Hodwintól, egykori operaénekesnőtől („Lady Fonográf”), egy gazdag angol lord özvegyétől származott. Ménardier kissé bosszús az idős hölgyre emiatt, ám a hölgy mintha mégis tudna valamit az ügyről. Homályosan még meg is fenyegeti a rendőrt a lányával kapcsolatosan.
A Louvre-ban az igazgató elmeséli a felügyelőnek, hogy az ókorban Belfegor szobrát kivégzésekhez használták. Az elítéltet éjjelre a szoborhoz kötözve hagyták, s reggelre a szerencsétlen eltűnt. Legfeljebb némi por maradt utána.
Közben kisebb riadalmat okoz Colette eltűnése, de csak a bűnbánó André vitte el moziba engesztelésül.

### 2. rész – A Louvre titka
Miközben Colette és André a Les Halles-nál randevúzik, Lady Hodwin felkeresi Ménardier felügyelőt az irodájában, és burkoltan, bájologva, de ismét megfenyegeti és próbálja lebeszélni a nyomozásról. Ménardier kikérdezi Laurence-t az idős hölggyel, Andréval és esetleg Belphegorral való kapcsolatáról, de ő mindent tagad. Éjjel a felügyelő megint a szobornál várakozik és ismét megjelenik a fantom. Ő is rálő, akárcsak a teremőr első éjjel, de semmi eredmény. Viszont a felügyelő is megtapasztalja a rém rettenetes erejét. És hogy a világítás felkapcsolására mintha megzavarodott volna. Ménardier viszont meglátja a fiút, Belphegor kísérőjét is.
Laurence magával viszi Andrét régi barátja, Boris Williams spiritiszta szeánsszal egybekötött estélyére. André vacsora közben szóba hozza Belphegort, és hogy ő ki tudná nyomozni, ki rejtőzik a lepel alatt.
Miután a vendégek elmennek, Williamsnek különös látogatója érkezik: Lady Hodwin, az anyja.
Másnap Colette-et – apjának szóló utolsó figyelmeztetésként – elrabolják, és elkábítva, paralízises fiatal nőnek álcázva tolókocsiban felviszik az Eiffel-torony tetejére. Ménardier felügyelő dühödten tör be Lady Hodwinhoz, őt gyanúsítva az akcióval vagy legalábbis bűnrészességgel abban.
Közben Gautrais szolgálata alatt érdekes felfedezést tesz: a hatalmas egyiptomi kőszarkofág alatt, amelyben néhány napja a másik teremőr holttestét találták, valamilyen üreg lehet. Mivel valamelyest összebarátkoztak  Andréval, közli vele felfedezését, és együtt járják be a Louvre pincéjének titkos, lezárt részét. Megdöbbenésükre a labirintus mélyén meglesik Williams-t aki egy hevenyészett orvosi laboratóriumban éppen életre kelti Belphegort. Követik a fantomot a múzeumba, aki előtt a szobor furcsa, éles villódzásba kezd.
André felismeri, hogy a szoborban van elrejtve az alkimisták egyik legendás kincse, hagyatéka, Paracelsus féme.
André megbeszéli a teremőrrel, hogy ő felderíti a pince rejtélyét. Gautrais azonban hiába várja napokon keresztül. S mikor utánaeredne, a pincét teljesen elárasztva találja. A fiú azonban úgy tűnik, megúszta a dolgot, mert a kedvenc kocsmájukból küld értesítést, ahol azt mondja a feldúlt őrnek, hogy immár mindenre rájött.

### 3. rész – A rózsakeresztesek
Ménardier felügyelő csapdát állít Belphegornak. Olyan cikket jelentet meg a sajtóban, amely szerint André tudja a titkot, de egyelőre nem tett vallomást. Colette azonban kiszökteti Andrét a rendőrök által figyelt lakásából.
Lady Hodwin Williams közvetítésével elhívja Colette-et, és rá akarja venni, hogy mondja meg, hol van André. Ezt követően Lady Hodwin és Williams beszélgetéséből kiderül, hogy valami titkos társaság tagjai, aminek a vezetője Belphegor, és hogy már megszerezték Paracelsus fémét. Ám Williams veszélyesnek ítéli Lady Hodwin érzelgősségét a fiatalokkal és a felügyelővel kapcsolatosan, és megfojtja az idős hölgyet.
Ménardier egy névtelen levélből megtudja, hogy Laurence eredeti neve Hiquet és volt egy Stéphanie nevű ikertestvére, aki előző év tavaszán halt meg balesetben. Ezért felkeresi a szülőket vidéki házukban. A felügyelő érdeklődésére megerősítik, hogy egyébként a házuk annak idején Cagliostróé volt. És dugig van a Hiquet úr által innen-onnan összevásárolgatott régi iratokkal, többek között rózsakeresztes és alkimista dokumentumokkal. Vissza Párizs felé váratlanul fa dől az útra a felügyelő kocsija elé, és könnyebben megsérül. Nem lehet tudni, fatális véletlen vagy merénylet történt.
Közben Andrét a Szajnából mentik ki, de tagadja, hogy öngyilkos akart lenni. Furcsa mód védi a titkos társaságot, akikről azt hiszi, hogy a rózsakeresztesek utódai, akik a Belphegor szoborban elrejtett kincset, Paracelsus fémének egy darabját akarják megszerezni, ami az aranytól a rádiumig minden fém tulajdonságaival rendelkezik, s ami birtokosát rendkívüli hatalommal ruházza fel. A felügyelő szerint viszont közönséges bűnözők, gyilkosok, akik csak megtalálták a rózsakeresztesek dokumentumait. Ménardier szerint a társaság tagja Laurence is.
Laurence elmeséli Andrénak, hogy az apja találta meg azt a dokumentumot, amely szerint a rózsakeresztesek Belphegor szobrában rejtették el Paracelsus fémének egy darabját. Ő erről másoknak is beszélt, és erre figyelt fel Belphegor. De nem hajlandó elárulni, hogy ki az, csak annyit, hogy a félelmetes álruhában valójában transzban jár-kel a Louvre-ban. A lakásban André váratlanul találkozik Stéphanie-val, aki valójában nem halt meg, csupán kihasználta az alkalmat, hogy halottnak hitték, és külföldön volt a szeretőjével. Furcsamód azt állítja, a testvére kérte meg, hogy még a szüleiknek se árulják el ezt a titkot.
Laurence éjjel arra ébred, hogy Belphegor van a szobájában. André utána ered, és egy épp akkor elinduló autót kezd üldözni. De azok csupán  Belphegor emberei, és nem maga a fantom. Egy rendezőpályaudvarnál tőrbe csalják Andrét, és egy épp összeállítandó vasúti kocsioszlop végének ütközője elé kötözik. Nem rajtuk múlik, hogy André élve megússza a tortúrát.
Miután szerencsésen kiszabadul, visszatér Laurence lakásába, de ott rendőröket talál. Kiderül, hogy Ménardier felügyelőtől elvették az ügyet, a vizsgálat új vezetője pedig letartóztatta Laurence-ot, mert a házkutatásnál egy Belphegor jelmezt találtak a lakásban.
Közben újabb kínos meglepetés éri. A bankja fel akarja mondani a számláját, mert nagy összegek érkeznek rá a szökésben lévő, körözés alatt álló Williamstől. Egyetlen nyom van, egy cím, ami egy roncstelep címe. Ám miközben körülnéz, elkapják Belphegor emberei.

### 4. rész – Találkozás a kísértettel
Colette ügyesen követte Belphegor embereinek a kocsiját, és kiszabadítja Andrét. Menekülésüket egy ablakból végignézi Laurence és Williams, de a nő nem hagyja, hogy Williams lelője Andrét, s amíg vitatkoznak, ők sikeresen továbbállnak. André viszont kihasználja a váratlanul adódott lehetőséget, és a kocsijuk csomagtartójában megbújva velük megy. Williams vidéki kastélyába hajtanak. Williams megmutatja Laurence-nak dolgozószobáját és Belphegor öltözetének eredeti terveit. Laurence követeli Williamstől, mondja meg végre ki Belphegor. Ő megígéri, hogy hamarosan találkozhatnak. Közben Laurence szobájában késsel a kezében megjelenik Belphegor, de a nő letépi az álarcát, és kiderül, hogy Stéphanie. Williams parancsára próbált ráijeszteni.
Közben André fegyverrel fenyegetőzve próbálja kiszedni Williamsből ugyanezt, de az emberei közbelépnek. Menekülnie kell. Laurence veszi fel a kocsijába és viszi el egy vasútállomásra, gondosan ügyelve, hogy André ne ismerhesse fel az utat a kastélyhoz.
Némi idő elteltével váratlanul Andrét, Ménardier felügyelőt és Gautraist egy Belphegor aláírású távirat a Louvre-ba hívja. Belphegor meg is jelenik, de valaki lelövi. Kiderül, hogy az álöltözetet ismét Stéphanie viseli, aki súlyosan megsebesül a lövéstől, de életben maradt.
Laurence Williams aljas trükkje miatt, ami már a testvére halálát okozhatta volna, szakítani akar a férfivel. Egy építkezésre hajtanak be, ahol Williams vita közben felfedi, hogy nem tudja neki bemutatni Belphegort, mert ő maga, Laurence Belphegor. Hipnotizálással idézte meg benne a gonoszt. S a gonosz annyira mélyen benne van a lelkében, hogy a Louvre teremőrét ő maga ölte meg saját akaratából, minden utasítás nélkül.
Időközben az építkezés őre riasztja a rendőrséget, akik körbeveszik a területet. Williams lövöldözni kezd, és a könnyen hipnotizálható nőt ráveszi, hogy vesse magát a mélybe. Így a rendőrök csupán Williamst tudják letartóztatni.
Esküvőjük után Colette és André meglepve értesül róla, hogy Lady Hodwin rájuk hagyta fonográfgyűjteményét, Gautrais teremőrre pedig angliai kastélyát és birtokait.

## A forgatási helyszínek

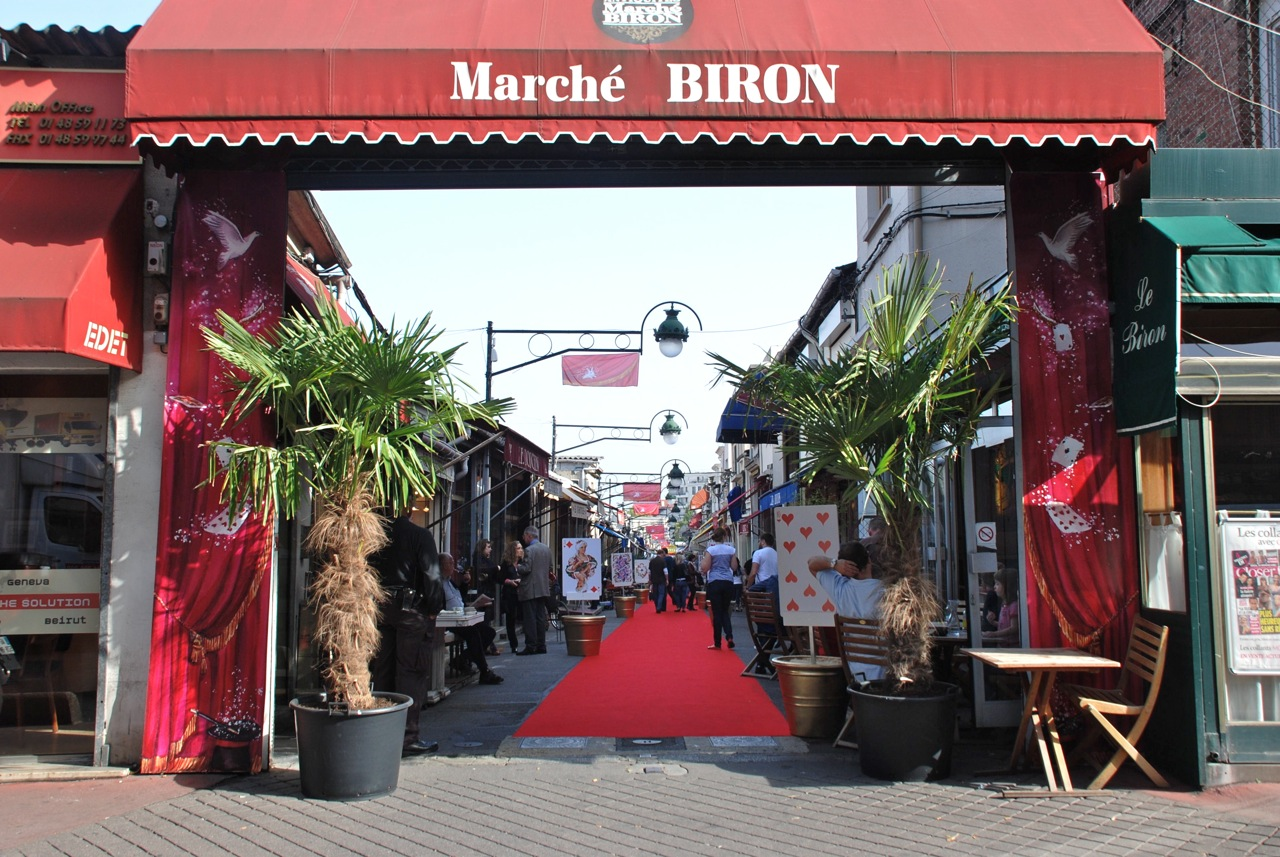
Marché Biron, a Bolhapiac bejárata ma a Seine-Saint-Denis megyei Saint-Ouenban.

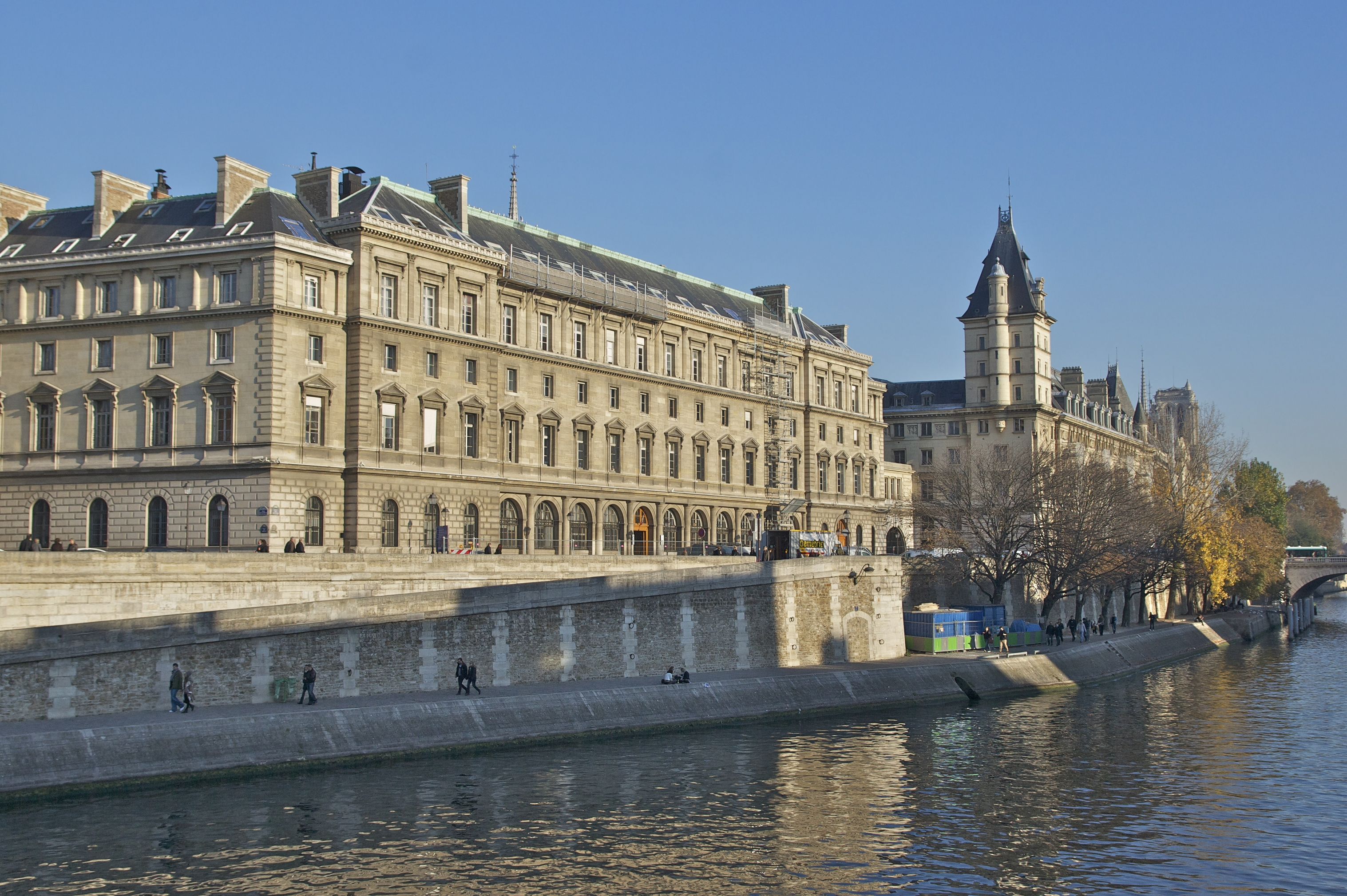
Az Orfèvres rakpart 36. (Quai des Orfèvres)

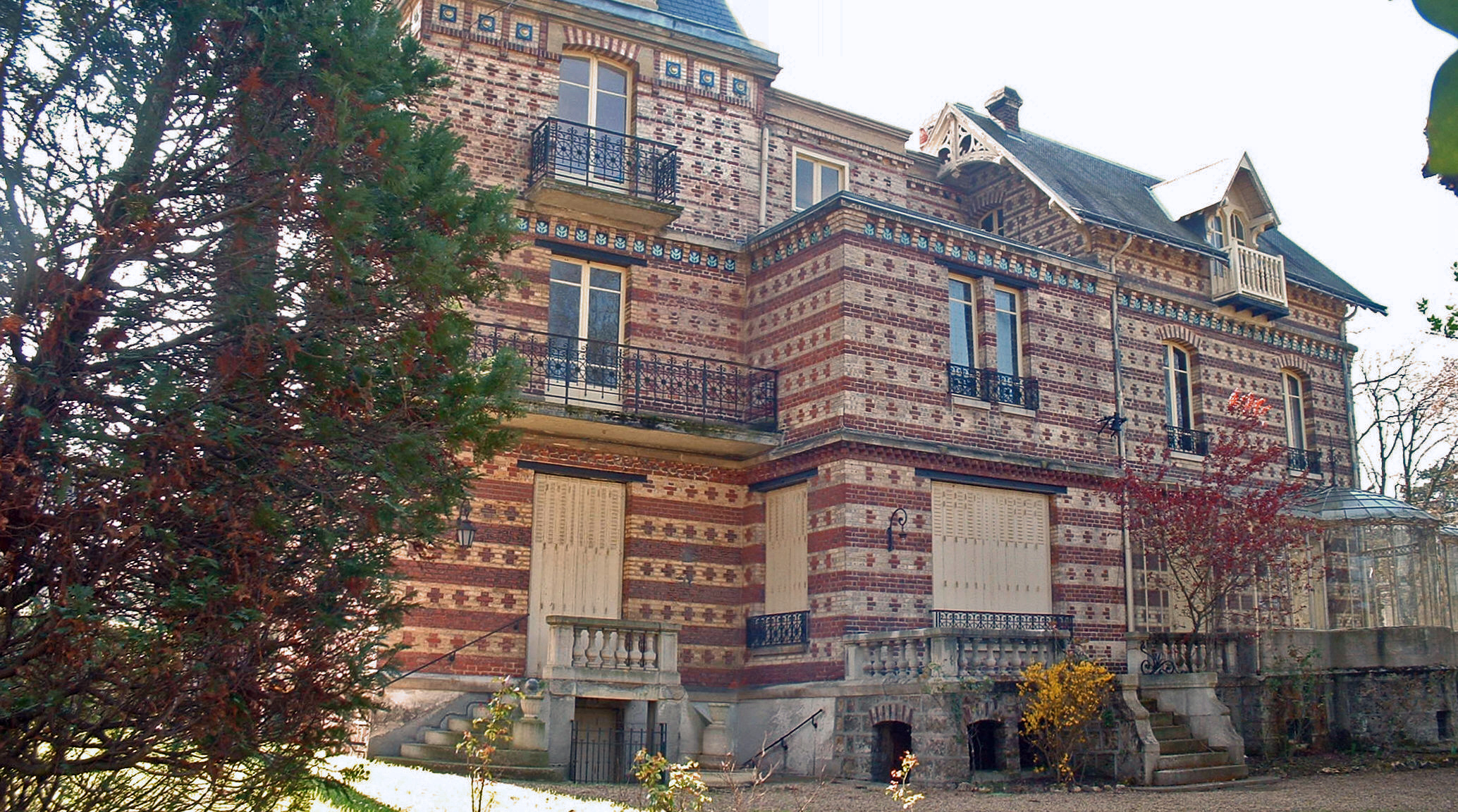
Lady Hodwin háza. Egy ház az Yvelines megyei Le Vésinet városkában.

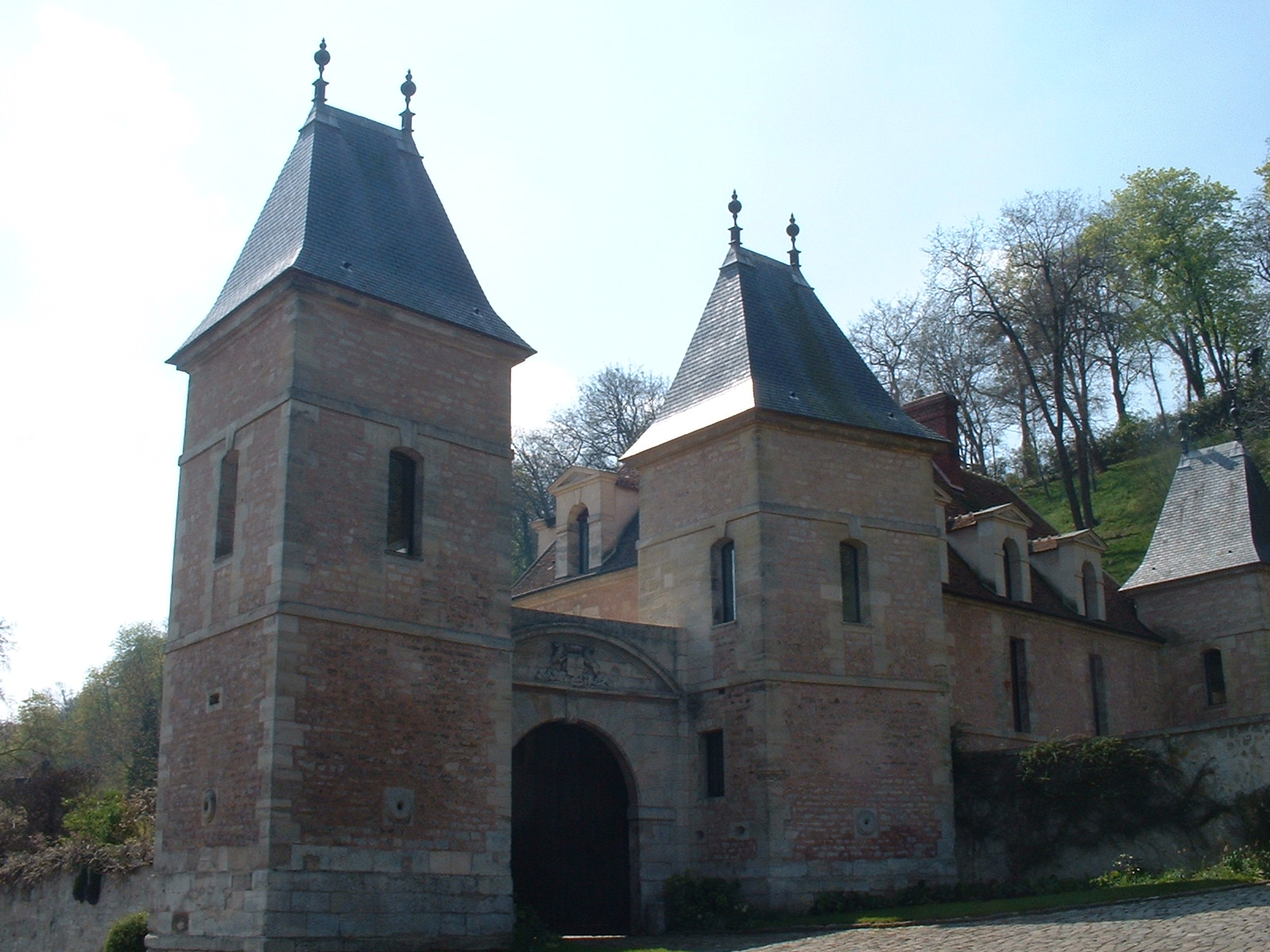
A Château de Médan: Boris Williams otthona.

A jeleneteket Párizs utcáin, a Bolhapiacon (Marché Biron) Saint-Ouenban és a Louvre múzeumban forgatták.
Ménardier felügyelőék lakása a Rue du Mont-Cenis legvégénél, a Rue Custine és Rue Caulaincourt találkozásánál található díszlépcsősornál volt. Tövében a Chez Francis kávéház. Mára szinte csak a neve változott meg: Francis Labutte.
Többször feltűnik valamennyi francia krimi kihagyhatatlan helyszíne, a Quai des Orfèvres – az Orfèvres-rakpart – a párizsi rendőrfőkapitányság (Igazságügyi Palota – Palais de Justice) épülete. Néhány felvételen a Szent Mihály híddal.
A szereplők gyakran megfordulnak a Louvre-hoz közeli és ma is létező Café Le Coronában, a Louvre rakparton. És többször feltűnik a közeli Saint-Germain-des-Prés-apátság tornya is.
A nyitó képsorok konzervdobozos bácsikájának háza is áll még némileg átalakítva ugyan a Bolhapiacnál a Voltaire kávéházzal szemben, és maga a Voltaire utca sem sokat változott az eltelt évek alatt.
Az út ahol Colette megáll a kocsijával, hogy szembenézzen az őt követő kocsi vezetőjével, a Rue de Rivoli, közel a Concorde térhez. Látható a Tuileriák kertjének kerítése is.
Eiffel-torony
A virágpiac a Corse rakpart környékén van ma is (Quai de la Corse). Ebben a jelenetben a Szajna túlpartján látszik a városháza (Hôtel de Ville), más szögből Colette mögött a Conciergerie épülete.
Lady Hodwin háza szintén egy ma is álló, különleges ház az Yvelines megyei Le Vésinet városkában, a George Clémenceau sugárúton. Mögötte a Croissy-tó, benne az Ibis sziget.
A befejező részben Colette és André a Luxembourg-kertben találkozik, Boris Williams otthona pedig a Château de Médan.

## Következetlenségek
A filmben fellelhető következetlenségek nem jelentősek, és nem is kimagyarázhatatlanok. És feltehetően a nézők lelkiállapotát tekintve nem is voltak feltűnőek. Inkább a rejtélyt növelték. Például honnan tudta Ménardier felügyelő, milyen Laurence parfümje? Vagy ki dobta rá a hálót a múzeumban?
Nem teljesen világos a fiú szerepe. Nem kíséri mindig és mindenhová Belphegort, viszont akkor is ott van, amikor Belphegort ismeretlen személy, feltehetően Williams imitálja.
A por, amit a fiú fúj a szoborra és a por, ami a Louvre igazgatójának a Belfegor-történetében a halálraítéltekből marad.
Hol volt és mit csinált André a három nap alatt, amíg távol volt? Szeptember 8.-a egyébként 1964-ben, a forgatás idején esett keddre, nem 1965-ben, amikor a cselekmény játszódik a narráció szerint.
Colette Williamséhez nagyon hasonló kocsin érkezik André lakásához. És nem tudjuk meg, Williams miért álcázza magát rokkantnak a Louvre általa lefizetett teremőre előtt, miközben az arcát nem változtatta el.
Bizonytalanok maradunk abban, hogy valóban mindig Laurence volt-e Belphegor, hiszen két alkalommal is Stéphanie volt. Egy alkalommal pedig sem Laurence, sem Stéphanie nem lehetett.

## Egyéb érdekességek
A nyitó képsorok konzervdobozos kis öregembere, Lady Hodwin a gramafonokkal és lemezekkel teli házával („Lady Fonográf”), valamint Hiquet úr a régi iratgyűjteményével némi rokonságot mutat, különösen ha figyelembe vesszük, hogy a hanglemez is egyfajta konzervnek tekinthető.
A jelenetekben a nehéz Belphegor jelmezt valójában Isaac Alvarez viselte, aki egyébként Williams komornyikját alakította.
Ahogy a filmben is elhangzik, a Louvre épülettömbjének külső megtisztítása akkoriban fejeződött be.
Oláh Gábor 1967-es A múmia közbeszól című filmje némileg komikus reagálás a Belphegor okozta magyarországi riadalomra számtalan apró, mulatságos utalással.
A mai néző számára rendkívül érdekesek a hatvanas évek Párizsának életképei. A bolhapiac, tejszállító autó, virágárusok a Szajnaparton…